# Губернатор Джакарты
Губернатор Особого столичного округа Джакарта (индон. Gubernur Daerah Khusus Ibukota Jakarta) — глава Джакарты, столицы Индонезии, избираемый на 5 лет на всенародных выборах. Вместе с губернатором избирается вице-губернатор, который наследует полномочия губернатора в случае его смерти, отставки или недееспособности.
Должность градоначальника Джакарты появилась в 1916 году и в разные периоды истории именовалась по-разному. Современное название «губернатор» было установлено в 1958 году в связи с тем, что по своему статусу Джакарта была приравнена к провинциям Индонезии. Первым губернатором индонезийской столицы стал Судиро. До 2007 года губернатор и вице-губернатор избирались сроком на 5 лет депутатами Джакартского городского совета народных представителей, затем в Джакарте (как и в других провинциях Индонезии) были введены всеобщие губернаторские выборы.
Последние выборы губернатора Джакарты состоялись 15 февраля (первый тур) и 19 апреля (второй тур) 2017 года. На них губернатором был избран Анис Басведан, а вице-губернатором — Сандиага Уно. Они набрали 57,96 % голосов избирателей, одержав победу над бывшим губернатором Басуки Чахая Пурнама и его напарником, кандидатом в вице-губернаторы и действующим главой Джакарты Джаротом Сайфулом Хидаятом. В 2018 году Сандиага Уно подал в отставку для того, чтобы участвовать в президентских выборах в качестве кандидата в вице-президенты; с тех пор должность вице-губернатора Джакарты вакантна.

## История
Система управления Джакартой неоднократно менялась на протяжении её истории. Впервые должность главы города — бургомистра (нидерл. burgemeester) была учреждена в 1916 году: в то время город назывался Батавией и был столицей Голландской Ост-Индии. Голландские бургомистры управляли Батавией до 5 марта 1942 года, когда город был оккупирован японцами.
Во время японской оккупации Батавия получила статус специального города и название Джакарта (яп. ジャカルタ特別市 Джакарута токубецу-си). Должность мэра Джакарты  (яп.  Джакарута токубецу-сисё) в этот период занимали только японцы, однако среди их заместителей  (яп.  дзёкаку) было немало индонезийцев.
17 августа 1945 года в Джакарте была провозглашена независимость Индонезии. 23 сентября 1945 года первым индонезийским мэром (индон. Walikota) Джакарты стал Сувирьо, бывший заместитель японского мэра.
В 1946 году Нидерланды, попытавшиеся восстановить контроль над своей бывшей колонией, начали военные действия против Республики Индонезии. Исполняющим обязанности бургомистра (нидерл. waarnemend burgemeester) Джакарты голландцы назначили Арчибальда Теодора Богардта, перед японской оккупацией уже занимавшего эту должность. Однако контроль над Джакартой Нидерландам вернуть не удалось, и некоторое время в городе существовали две администрации — голландская (во главе с Богардтом, которого затем сменил Э. М. Сток) и де-факто контролировавшая город индонезийская (во главе с Сувирьо). Это двоевластие сохранялась до 21 июля 1947 года, когда в ходе операции "Продукт" Нидерландам удалось вернуть контроль над столицей Индонезии, после чего и. о. бургомистра Сток стал главой города не только де-юре, но и де-факто. В августе 1948 года Стока сменил Р. Т. Праннинг, назначенный уже не исполняющим обязанности, а полноправным бургомистром.
Тем временем Нидерланды, после ряда крупных поражений от индонезийской армии, отказались от попыток восстановить Голландскую Ост-Индию в прежнем виде и создали на оккупированных территориях ряд марионеточных государств, которые впоследствии должны были объединиться в Соединённые Штаты Индонезии. Джакарта и окрестные территории должны были составить федеральный округ. 2 ноября 1948 года губернатором Федерального округа Батавия был назначен Хилман Джаядининграт.
27 декабря 1949 года по итогам Гаагской конференции круглого стола была провозглашена полная независимость Соединённых Штатов Индонезии. В первые месяцы после независимости Джакартой руководили губернатор федерального округа Х. Джаядининграт и и. о. бургомистра Састромульоно. 30 марта 1950 года Федеральный округ был упразднён, а Джакарта провозглашена столицей Республики Индонезии. На восстановленную должность мэра Джакарты был вновь назначен Сувирьо, впоследствии на посту мэра сменилось ещё два человека.
Законо № 1 от 1957 года должность главы Джакарты получила название «губернатор», так как статус столицы был приравнен к статусу провинции. Первым губернатором Джакарты в 1958 году стал действующий мэр Судиро. Законом № 5 от 1974 года «Об основах государственного управления» было вновь установлено, что Джакарта является одной из провинций Индонезии, в этом же законе за джакартским градоначальником был закреплён титул губернатора.

## Список мэров и губернаторов Джакарты
Ниже представлен список глав Батавии/Джакарты с момента учреждения в 1916 году должности бургомистра Батавии и до настоящего времени.

### Японские мэры Джакарты (1942—1945)
| Номер | Имя      | Вступил в должность | Покинул должность | Заместитель                    |
| ----- | -------- | ------------------- | ----------------- | ------------------------------ |
| 1     | Цукамото | 1942                | 1945              | Сувирьо Багиндо Дахлан Абдулла |
| 2     | Хасэгава | 1942                | 1945              | Сувирьо Багиндо Дахлан Абдулла |

### Индонезийский мэр Джакарты (1945—1947)
| Номер | Изображение | Имя     | Вступил в должность   | Покинул должность |
| ----- | ----------- | ------- | --------------------- | ----------------- |
| 1     |             | Сувирьо | 23 сентября 1945 года | 21 июля 1947 года |

### Бургомистры Батавии (1946—1950)
Примечание: курсивом обозначены исполняющие обязанности бургомистра
| Номер | Изображение | Имя                     | Вступил в должность  | Покинул должность    |
| ----- | ----------- | ----------------------- | -------------------- | -------------------- |
| -     |             | Арчибальд Теодор Богард | 1 ноября 1946 года   | 28 июня 1947 года    |
| -     |             | Элберт Маринус Сток     | 28 июня 1947 года    | 26 августа 1948 года |
| 1     |             | Роберт Томас Пранинг    | 26 августа 1948 года | 20 апреля 1949 года  |
| -     |             | Састромульоно           | 20 апреля 1949 года  | 30 марта 1950 года   |

### Губернатор Федерального округа Батавия (1948—1950)
| нет | Изображение | Имя                  | Вступил в должность | Покинул должность  |
| --- | ----------- | -------------------- | ------------------- | ------------------ |
| 1   |             | Хилман Джаядининграт | 2 ноября 1948 года  | 30 марта 1950 года |

### Мэры Джакарты (1950—1958)
| Номер | Изображение | Имя         | Вступил в должность | Покинул должность    |
| ----- | ----------- | ----------- | ------------------- | -------------------- |
| 1     |             | Сувирьо     | 30 марта 1950 года  | 2 мая 1951 года      |
| 2     |             | Шамсуриджал | 29 июня 1951 года   | 8 декабря 1953 года  |
| 3     |             | Судиро      | 8 декабря 1953 года | 25 февраля 1958 года |

### Губернаторы Джакарты (с 1958)
Примечание: курсивом обозначены исполняющие обязанности губернатора
| Номер | Изображение            | Имя                   | Вступил в должность  | Покинул должность    | Вице-губернатор(ы)                                                            | Прозвище  |
| ----- | ---------------------- | --------------------- | -------------------- | -------------------- | ----------------------------------------------------------------------------- | --------- |
| 1     |                        | Судиро                | 25 февраля 1958 года | 29 января 1960 года  |                                                                               |           |
| 2     |                        | Сумарно Состроатмоджо | 29 January 1960      | 26 August 1964       | Хенк Нгантунг                                                                 |           |
| 3     |                        | Хенк Нгантунг         | 26 August 1964       | 15 July 1965         | (1) Сувондо (2) Сатото Хупудио                                                |           |
| 4     |                        | Сумарно Состроатмоджо | 15 July 1965         | 28 April 1966        | (1) Сувондо (2) Сапи (3)Прайого                                               |           |
| 5     |                        | Али Садикин           | 28 April 1966        | 11 July 1977         | Раден Атье Вириадината                                                        | Банг Али  |
| 6     |                        | Чокропраноло          | 11 July 1977         | 29 September 1982    |                                                                               | Банг Ноли |
| 7     |                        | Супрапто              | 29 September 1982    | 6 October 1987       | (1) Эдди Марзуки Наларпрая (2) Буньямин Рамто                                 |           |
| 8     |                        | Виёго Атмодарминто    | 6 October 1987       | 6 October 1992       | (1) Басофи Судирман (2) Хербово                                               | Банг Ви   |
| 9     |                        | Сурьяди Судирджа      | 6 October 1992       | 6 October 1997       | (1) М. Идрус (2) Тубагус Мухаммад Раис (3) Р. С. Мусено                       |           |
| 10    |                        | Сутьёсо               | 6 October 1997       | 7 October 2007       | (1997—2002) (1) Абдул Кафи (2) Будихарджо Сукмади (3) Джаилани (4) Фаузи Алви | Банг Йос  |
| 10    | (2002—2007) Фаузи Бово | Сутьёсо               | 6 October 1997       | 7 October 2007       |                                                                               | Банг Йос  |
| 11    |                        | Фаузи Бово            | 7 October 2007       | 7 October 2012       | Приянто                                                                       | Фоке      |
| -     |                        | Фаджар Панджаитан     | 8 October 2012       | 15 October 2012      | Должность вакантна                                                            |           |
| 12    |                        | Джоко Видодо          | 15 October 2012      | 16 October 2014      | Басуки Чахая Пурнама                                                          | Джокови   |
| 13    |                        | Басуки Чахая Пурнама  | 16 October 2014      | 19 November 2014     | Должность вакантна                                                            | Ахок      |
| 13    | 19 November 2014       | Басуки Чахая Пурнама  | 9 May 2017           | Джарот Сайфул Хидаят |                                                                               | Ахок      |
| 14    |                        | Джарот Сайфул Хидаят  | 9 May 2017           | 15 June 2017         | Должность вакантна                                                            | Джарот    |
| 14    | 15 June 2017           | Джарот Сайфул Хидаят  | 15 October 2017      |                      | Должность вакантна                                                            | Джарот    |
| -     |                        | Саэфулла              | 15 October 2017      | 16 October 2017      | Должность вакантна                                                            | Банг Ипул |
| 15    |                        | Анис Басведан         | 16 October 2017      | 16 October 2022      | Сандиага Уно (до 2018)                                                        | Анис      |
| -     |                        | Херу Буди Хартоно     | 17 October 2022      | 17 October 2024      | Должность вакантна                                                            |           |
| -     |                        | Тегу Сетьябуди        | 17 October 2024      | Ныне в должности     | Должность вакантна                                                            |           |

## Комментарии
1. ↑  В настоящее время нет точных данных о лицах. занимавших пост мэра Джакарты в годы японской оккупации. Известно, что первый японский мэр Джакарты носил фамилию Цукамото, а последний — фамилию Хасэгава. Также известно о трёх заместителях мэра — индонезийцах Сувирьо и Багиндо Дахлане Абдулле, а также о японце, имя которого пока не установлено. См: Jakarta Dalam Angka, 1978, p. XVIII.
2. ↑  Многие индонезийские политики широко известны под прозвищами, последние могут использоваться в том числе и для официального обращения к человеку
3. ↑  Ушёл в отставку в связи с назначением министром внутренних дел Индонезии
4. ↑  В этот период одновременно занимал пост министра внутренних дел Индонезии
5. ↑  Первый всенародно избранный губернатор Джакарты
6. ↑  Ушёл в отставку после избрания президентом Индонезии[21]